# Bergtjärnen (Svartnäs socken, Dalarna)
Bergtjärnen är en sjö i Falu kommun i Dalarna och ingår i Gavleåns huvudavrinningsområde.